# Ambroise Paré
Ambroise Paré (1510 – 20. prosince 1590) byl francouzský královský chirurg Jindřicha II., Františka II., Karla IX. a Jindřicha III. Narodil se ve městě Bourg-Hersent ve Francii. Vynikal především v chirurgii a léčení ran.
Je považován za jednoho z otců moderní chirurgie a soudní patologie. Projevil se jako vynálezce chirurgické techniky a medicíny bitevního pole. Jakožto lékař a ranhojič vymyslel i několik lékařských nástrojů.
Narodil se v době, kdy se lékaři domnívali, že chirurgický zákrok je pod jejich důstojnost. Zpočátku sloužil jako učedník v holičství a ve věku 19 let odešel studovat chirurgii do Paříže. Po maturitě vstoupil do armády jako plukovní chirurg. Zavedl nové chirurgické techniky. Rány se léčily způsobem velmi bolestivým, polévaly se vřelým olejem, který měl zastavit krvácení, mnoho vojáků tímto způsobem i umřelo. Při obléhání města, léčil Paré zraněné vojáky starým způsobem, a když došel olej, použil obvazy potřené směsí žloutku, růžovým a terpentýnovým olejem. Bylo to méně bolestivé, a navíc měly obvazy větší hojivý účinek než olej a rány se scelily rychleji.
Pokud bylo poranění tak vážně, že se musela část těla amputovat, používalo se k zastavení krvácení rozžhavené železo. Paré přišel na jinou možnost, tzv. ligaturu neboli podvazování tepen. Ačkoli ligatura přinášela velmi často infekci, byla velkým průlomem v lékařství. Paré dokumentoval bolest pociťovanou v amputované končetině pacientů. Věřil, že fantomová bolest se odehrává v mozku a ne ve zbytku končetiny. Tato teorie je až do dnešní doby v souladu s lékařskou komunitou.
Roku 1545 vydal dílo Léčení ran, které se brzy stalo lékařskou příručkou této doby. Nejen že zachránil spousty lidí před vykrvácením, ale dokonce zhotovil i první, velmi primitivní umělé končetiny, zuby a umělé oko.
Paré se stal také velmi uznávanou osobou v oblasti porodnictví v polovině 16. století. Obnovil praxi porodu obrácené polohy a ukázal jak vyrovnaná je úspěšnost porodu s polohou hlavou napřed, porodník tímto postupem by mohl často porodit dítě bezpečně, než být nucen dítě rozčtvrtit a porodit ho po částech, navíc rozšířil porodnictví o vyvolání předčasného porodu v případě děložního krvácení. Paré také představil prořezávání dásní kojencům skalpelem, neboť věřil, že u kojenců zoubky často nemohou proříznout dásní přirozeně. Takto neproříznuté zoubky podle něj způsobovaly smrt kojenců a malých dětí. Tato víra a praxe přetrvávala až do 19. století.
Paré byl podporován svým žákem Jacquesem Guillemeauem, který mu překládal knihy do latiny.
Roku 1567 vyvrátil mýty o bezoáru, o němž se věřilo, že dokáže zneutralizovat jed. Jeho kuchař byl přistižen při krádeži a byl odsouzen k oběšení. Kuchař však na sobě nechal otestovat experiment, kdy se nechal otrávit za podmínky, že pozře bezoár. Pokud by přežil, udělí mu svobodu. Bezoár však neměl žádný účinek a kuchař umřel.
Roku 1552 byl přijat do služeb krále Jindřicha II., ale nebyl schopen ho vyléčit, neboť král dostal při turnaji ránu do hlavy. I přesto zůstal ve službách královské dynastie až do své smrti. Za svůj život byl dvakrát ženatý a měl několik dětí. Ambroise Paré umřel v Paříži roku 1590 přirozenou smrtí.